# Hautasaari (ö i Konnevesi)
Hautasaari är en ö i Finland.  Ordet hautasaari hänvisar att ön har varit begravningsplats. Ön ligger i sjön Konnevesi och i kommunen Konnevesi i Konnevesi sjö i den ekonomiska regionen  Äänekoski ekonomiska region  och landskapet Mellersta Finland, i den centrala delen av landet, 280 km norr om huvudstaden Helsingfors. Öns area är 67,2 hektar och dess största längd är 1,8 kilometer i nord-sydlig riktning.  Ön hör till Södra Konnevesi nationalpark.